# IC 972
IC 972 — галактика типу PN (планетарна туманність) у сузір'ї Діва.
Цей об'єкт міститься в оригінальній редакції індексного каталогу.